# アクシス (インターネットメディア企業)
株式会社アクシスは、東京都千代田区に本社を置く、医療系サービス/開発企業。設立当初から携帯電話キャリア公式サイトなどインターネット／モバイルメディアの運営、iPhone、Androidなどスマートフォン対応のアプリケーション開発やデザイン制作、ソーシャルゲームなどのシステムを構築していた。現在主力サービスは、調剤薬局向けクラウド型電子薬歴「Medixs（メディクス）」である（なお、同名の別会社は全国に多数ある）。

## 沿革
- 2008年4月 - 東京都渋谷区道玄坂にて株式会社アクシス設立
- 2008年12月 - 事業拡大のため東京都渋谷区桜丘町に移転
- 2014年8月 - 薬局に行かなくても調剤予約、待ち時間なく薬を受け取れる処方せん送付サービス「スマホよ薬」をリリース
- 2014年11月 - クラウド型の電子薬歴システム「MEDIXS」リリース
- 2015年6月 - 「スマホよ薬 病院版」をリリース
- 2019年4月 - 遠隔医療にも対応した処方せん送信による調剤予約・送信装置に関する特許を取得
- 2019年7月 - 「MEDIXS」に音声入力機能を新たに追加
- 2020年7月 - NTTドコモの「おくすり手帳システムサービス」と連携
- 2020年8月 - 「MEDIXS」新機能　調剤薬局での「投薬後フォロー」のサービスを開始
- 2020年9月 - スマホを使ったビデオ通話で服薬指導ができる新サービス「Medixsリモート調剤薬局」を開始
- 2020年9月 - メドレー「Pharms」（調剤薬局窓口支援システム）のリリースでアクシスについて記載[3]
- 2021年4月 - 2021年IT導入補助金対象のITツールとして「Medixs（メディクス）」が登録[4]
- 2021年9月 - 会社分割による持株会社制への移行により、「アクシスルートホールディングス株式会社」に商号変更。グループ全体の経営管理を行う持株会社へ移行。医療事業に関する権利義務を、100％子会社「株式会社アクシス」に承継[5]
- 2021年10月 - 「Medixs（メディクス）」　地域連携薬局の認定を支援する「情報提供書 作成支援」機能を拡充[6]
- 2022年6月 - 事業拡大のため東京都千代田区内幸町に移転
- 2023年3月 - グループ企業「株式会社アクシスメディコ」を吸収合併
- 2025年1月 - 株式会社メドレーの子会社となり、同社グループへ参画予定[7]